# 白慶花
白 慶花（ペク・ギョンファ、1992年11月11日 - ）は、在日朝鮮人の元女子バスケットボール選手である。ポジションはセンター。桜花学園高等学校バスケットボール部アシスタントコーチ。

## 来歴
京都府出身。
京都朝鮮中高級学校中級部から桜花学園高校に進み、全国大会優勝を経験。
卒業後は筑波大でインカレ3位を経験後、アイシン・エィ・ダブリュ ウィングスにアーリーエントリーを経て加入。
2019年6月、平壌で行われた2020年東京オリンピックを目指す朝鮮代表の選考会に参加した。
2020年、トヨタ紡織サンシャインラビッツに移籍。
2023年5月、現役引退を発表し、6月、母校である桜花学園高校バスケットボール部のアシスタントコーチに就任、2025年には、コーチとして。